# Азиатский маршрут AH7
Маршрут AH7 — один из маршрутов международной азиатской сети, связывающий Урал с побережьем Индийского океана.
Маршрут начинается в Екатеринбурге и проходит по территории семи государств: России, Казахстана, Кыргызстана, Узбекистана, Таджикистана, Афганистана и Пакистана. Конечный пункт — Карачи. Общая протяжённость маршрута 5868 км.
Часть маршрута от Екатеринбурга до Челябинска совпадает подъездом к трассе М5 «Урал» (ответвление М5 на Екатеринбург), от Челябинска до границы с Казахстаном — с трассой А310.